# バクー市街地コース
バクー・シティ・サーキット（英: Baku City Circuit、アゼルバイジャン語: Bakı Şəhər Halqası、バクー市街地コース）は、アゼルバイジャンの首都バクーに仮設される市街地サーキット。2016年にフォーミュラ1（F1）ヨーロッパグランプリ（2017年からはアゼルバイジャングランプリ）が開催されている。

## 概要
2014年7月にF1開催契約が発表され、同年10月にバクー市街地を利用するコースレイアウトが発表された。設計は、近年のF1開催サーキットのデザインを一手に引き受けているヘルマン・ティルケ事務所が担当する。
カスピ海に面するバクーの新旧市街地を舞台にした左回りのコース。1周約6kmは、F1開催コースの中ではベルギーGPが行われるスパ・フランコルシャン（約7km）に次ぐ長さとなる。設計者のヘルマン・ティルケは「世界最速の市街地コースとなる」と語り、平均速度211km/h、最高速度340km/hを記録すると予想されたが、2016年のF1ヨーロッパGPではバルテリ・ボッタス（ウィリアムズ）が予選中に378km/hを記録した。なお、F1の公式最高速度記録（決勝中の計測）は2005年イタリアGPでファン・パブロ・モントーヤ（マクラーレン）が記録した372.6km/hである。
近年のバクーはユーロビジョン・ソング・コンテスト2012、2015年ユーロオリンピック、サッカーのUEFA  EURO 2020などの国際的イベントの誘致に熱心な姿勢を見せている。モータースポーツでは、F1に先立ちGTカーの公道レースが開催されている。2012年の「バクーシティチャレンジ」はガバメントハウス (Government House, Baku) 周囲の約2.14kmのコース。2013年のFIA GTシリーズ最終戦、2014年のブランパンスプリントシリーズ最終戦は「バクーワールドチャレンジ (Baku World Challenge) 」としてフラッグ・スクエア (National Flag Square) 周辺の約4.38kmのコースで行われた。
初年度の2016年は予選・決勝とも現地時間午後5時スタートのトワイライトレースとなるが、日没が午後9時以降であるため照明設備は用意されない。ただし、伝統のル・マン24時間レースと日程が重なった上に、2時間の時差がある都合上、ル・マンのフィニッシュ時刻とヨーロッパGPのスタート時刻が重なる形となった。
翌2017年は「アゼルバイジャングランプリ」と名称を変更して開催される。なお、日程の移動によりル・マン24時間レースとの重複は解消されている。

## コースレイアウト

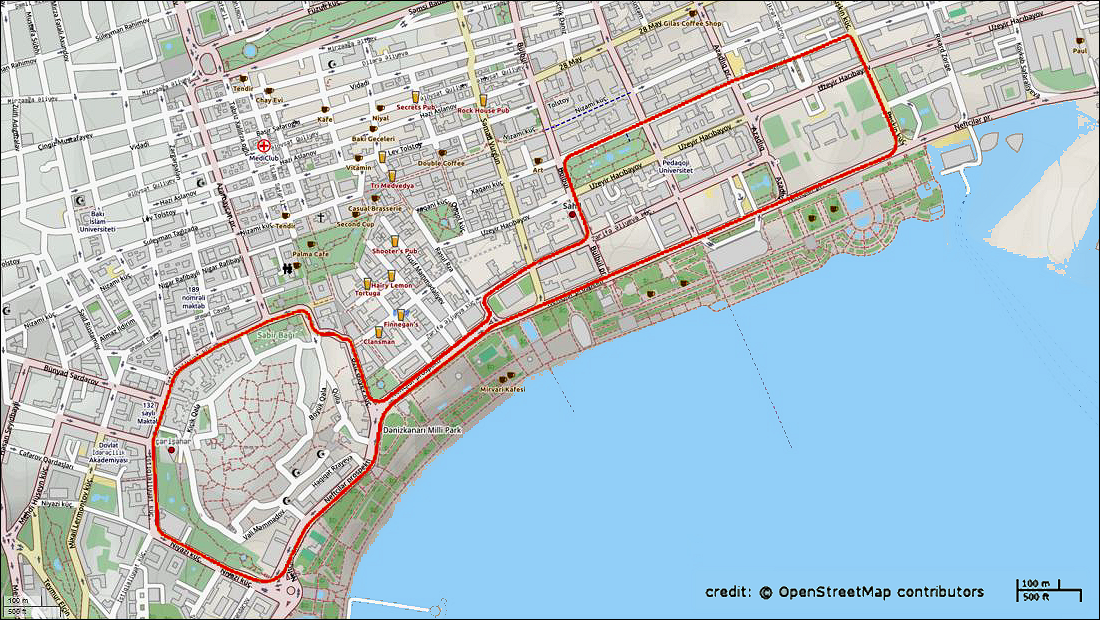
バクー市概図（赤線がサーキット走路）

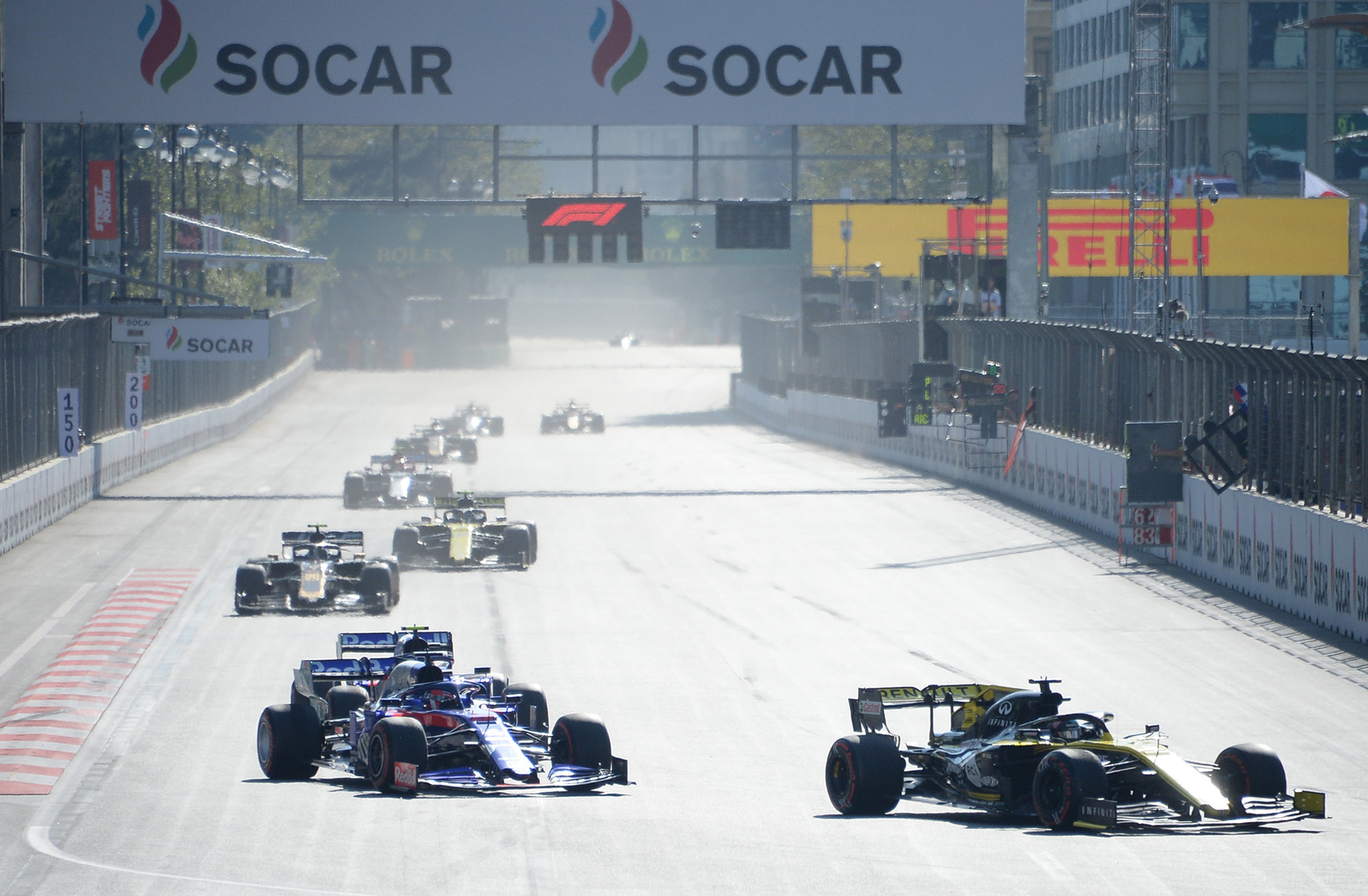
ホームストレート（2019年アゼルバイジャンGP）

ピット施設は「バクーシティチャレンジ」の時に使われたガバメントハウス周辺の敷地に設けられる。
セクター1（スタート〜ターン7）は直線と90度コーナーを組み合わせた典型的なストリートコース。ターン6〜7間の直線は防護壁を隔ててターン19〜20間の直線と対面走行するような格好になる。
セクター2（ターン7〜ターン16）はユネスコの世界遺産に認定されている旧市街地「イチェリ・シェヘル (Old City (Baku)) 」の城壁の周囲を巡る。北側のシェマハ門付近にあるターン8から11にかけてのスラロームセクションは、車1台がやっと通れるほどの狭さ（道幅7.6m）である。ターン14から先は下り坂となり、ターン15の出口はアウト側の壁にヒットしやすい。
セクター3（ターン16〜フィニッシュ）は海岸沿いのブールバール (Baku Boulevard) に沿って走る高速セクションで、約2.2kmに渡って加速区間が続く。
一部区間は旧市街地の石畳の道路を使用するので、保護シートの上に簡易舗装工事を行い、レース後はまた元の状態に戻す。
本来、市街地コースではダウンフォースを稼ぐ空力セッティングを施すが、バクーは直線区間が長いため、ドラッグを減らす妥協点を見つける必要がある。
バクーの名はペルシャ語で「風の街」を意味し、その名の通り強風が吹くと空力的依存度の強いF1マシンでは走行に影響を受けやすい。
2016年ヨーロッパグランプリと2019年アゼルバイジャングランプリでマンホールの蓋が外れるトラブルに見舞われており、予選から番狂わせが起きることで有名なコースである。